# Българско училище „Елин Пелин“ (Парла)
Българското училище „Елин Пелин“ е училище на българската общност в град Парла, Испания. Създадено е през 2012 г. В него се преподават предмети по български език и литература, история и география на България.

## История
Училището е открито на 7 октомври 2012 г. от Асоциация „Слово“ – асоциация на българските учители в Мадрид. През 2013 г. то е лицензирано от Министерството на образованието и науката на България. През 2014 г. се създава филиал на училището в град Ривас-Васиамадрид.